# 境界線 (amazarashiの曲)
「境界線」（きょうかいせん）は、2021年11月17日にソニー・ミュージックアソシエイテッドレコーズから発売されたamazarashiの楽曲および7枚目のシングル。

## 概要
前作「さよならごっこ」から約2年9ヶ月ぶりのシングル。
表題曲は、2021年4月から6月まで放送されていたテレビアニメ『86-エイティシックス-』の第2クールオープニングテーマとして書き下ろされた楽曲であり、秋田自身もコメントを寄せている。
また、カップリングとして従来とは異なり、新曲「鴉と白鳥」のほか、『0.』および『0.6』収録の楽曲「少年少女」が再録されている。
完全生産限定盤には、同年4月に開催されたファンクラブ限定オンラインライブ「amazarashi 10th anniversary live「APOLOGIES 雨天決行」」を全編収録したBlu-rayが付属する。さらに、「境界線」のノンクレジットのオープニング映像やミュージックビデオを収録したDVDが付属し、ジャケットにYKBX書き下ろしによる86―エイティシックス―のアニメイラストを採用した期間生産限定盤も発売された。

## 収録曲
全作詞、作曲：秋田ひろむ／全編曲：出羽良彰、amazarashi
| #  | タイトル     | 作詞 | 作曲・編曲 | 時間 |
| -- | ------------ | ---- | ---------- | ---- |
| 1. | 「境界線」   |      |            | 4:56 |
| 2. | 「鴉と白鳥」 |      |            | 5:02 |
| 3. | 「少年少女」 |      |            | 5:45 |

| #   | タイトル                       | 作詞 | 作曲・編曲 |
| --- | ------------------------------ | ---- | ---------- |
| 1.  | 「拒否オロジー」               |      |            |
| 2.  | 「とどめを刺して」             |      |            |
| 3.  | 「世界の解像度」               |      |            |
| 4.  | 「14歳」                       |      |            |
| 5.  | 「令和二年」                   |      |            |
| 6.  | 「爆弾の作り方」               |      |            |
| 7.  | 「ポルノ映画の看板の下で」     |      |            |
| 8.  | 「馬鹿騒ぎはもう終わり」       |      |            |
| 9.  | 「曇天」                       |      |            |
| 10. | 「命にふさわしい」             |      |            |
| 11. | 「空に歌えば」                 |      |            |
| 12. | 「雨男」                       |      |            |
| 13. | 「未来になれなかったあの夜に」 |      |            |